# Сілес (Хаен)
Сілес (ісп. Siles) — муніципалітет в Іспанії, у складі автономної спільноти Андалусія, у провінції Хаен. Населення — 2454 особи (2010).
Муніципалітет розташований на відстані близько 250 км на південний схід від Мадрида, 130 км на північний схід від Хаена.
На території муніципалітету розташовані такі населені пункти: (дані про населення за 2010 рік)
- Сілес: 2427 осіб
- Каньяда-дель-Сеньйор: 10 осіб
- Дон-Маркос: 8 осіб
- Вега-де-Кастробайона: 9 осіб

## Демографія
Динаміка населення (INE ):